# Солодовников, Владимир Васильевич
Влади́мир Васи́льевич Солодо́вников (род. 7 августа 1959, Москва, СССР) — российский религиозный деятель, историк-медиевист и публицист, специалист по истории христианства в Галлии в первом тысячелетии н. э. Кандидат исторических наук, заслуженный профессор Духовной академии Содружества евангельских христиан России.
Был одним из трёх лютеранских пасторов, принявших участие в организации Евангелическо-Лютеранской церкви Аугсбургского исповедания. В 2004—2007 годах — пастор Евангелическо-лютеранской церкви Аугсбургского исповедания России (ЕЛЦАИ).
С 2008 года — вице-президент Содружества евангельских христиан России по внешним связям, науке и образованию.

## Биография
Родился 7 августа 1959 года в Москве в семье инженеров-полиграфистов. Детство прошло в Краснодаре, Подмосковье и Хабаровске.
В 1981 году с отличием окончил дневное отделение исторического факультета Московского государственного областного педагогического института имен Н. К. Крупской.
В 1985—1989 годах обучался в аспирантуре на кафедре истории древнего мира и средних веков Московского областного педагогического института имен Н. К. Крупской.
В 1989 году в Московском государственном педагогическом институте имени В. И. Ленина под научным руководством доктора исторических наук, профессора Н. Ф. Колесницкого защитил диссертацию на соискание учёной степени кандидата исторических наук по теме «Движение катаров на Юге Франции в первой половине XIII века» (специальность 07.00.03 — «всеобщая история»).

### Религиозная деятельность
С 1979 года являлся членом Всесоюзного совета евангельских христиан-баптистов и затем Российского союза евангельских христиан-баптистов, а также был преподавателем Московской баптистской семинарии и Российско-Американского христианского института. В 1980-х годах находился в дружеских отношениях с организатором московской христианской экуменической группы Сандром Ригой. В 2004 году ушёл из Российского союза евангельских христиан-баптистов, мотивируя это тем, что там недостаточно внимательно относятся к духовным проблемам интеллигенции. В интервью Якову Кротову он так охарактеризовал причину своего ухода: «Но ситуация сложилась очень интересно, как бы по сути дела меня оттуда выгнали».
20 июня 2004 года в приходе Святого Иоанна Богослова Евангелическо-лютеранской церкви Ингрии при участии Андрей Резниченко и директора российского «Служения лютеранского часа» пастора Константина Андреева Солодовников прошёл обряд конфирмации и воцерковления. После этого он стал штатным сотрудником «Служения лютеранского часа», тогда же был направлен для организации лютеранского прихода в Рязань. Вновь создаваемая община на базе местного отделения общества российских немцев первоначально планировала войти в ЕЛКРАС. Однако в 2006 году три пастора — Константин Андреев, Владимир Пудов и Владимир Солодовников объявили о создании новой церковной деноминации — Евангеличенско-лютеранской церкви Аугсбургского исповедания России. Чуть позже — 20 июля 2006 года Солодовников при поддержке СЛЧ организовал презентацию своей книги «То, о чём я думаю на самом деле», в которой резко критиковал руководство РСЕХБ.
В апреле 2007 года Солодовников сделал попытку организовать служение для бывших баптистов в целью привлечения их в ЕЛЦАИР, однако уже в мае 2007 года он опубликовал открытое письмо Андрееву, в котором объявил о выходе из этой деноминации/
В настоящее время является пастором и заместителем координатора Содружества евангельских христиан России по внешним связям, науке и образованию. В октябре 2008 года был модератором организованной СЕХР конференции «Кризисные явления в современном российском протестантизме и способы их преодоления», где выступил с докладом «Маргинализационные тенденции в современном российском протестантизме и перспективы их преодолении». После ознакомления с текстом доклада А. Л. Дворкин рекомендовал Солодовникову внимательнее изучить опыт лютеранского пастора Ярослава Пеликана, который перешёл в православие.
В свою очередь в мае 2009 года Солодовников присоединился к акции Славянского правового центра «Инквизиции — нет!», подписав открытое обращение к министру юстиции.
22 сентября 2009 года Солодовников выступил с докладом «Общественное восприятие религиозного фактора в постперестроечной России. От настороженной эйфории к недемонстративному разочарованию» в Славянском правовом центре (г. Москва) на круглом столе «Религиозная политика в России: от свободы совести к обязательной государственной идеологии?».
27 января 2010 года на нескольких христианских сайтах была опубликована его статья «Непрофессионализм и маргинальность — бич протестантского сообщества в России».
Читал лекции в Российском государственном гуманитарном университете, Московском гуманитарном институте, Московском экстерном гуманитарном университете и в Женева-колледже. Преподаёт историю России, историю Церкви, историю Русской православной церкви, историю евангельского движения в России, история педагогики, историю философии и культурологию в Заочном теологическом институте христиан веры евангельской Российской церкви христиан веры евангельской.

## Научные труды

### Монографии
- Солодовников В. В. Протестантизм. — М., 1993.
- Солодовников В. В. Христианская культурология. — М., 1997. (Иркутск, 1999)
- Солодовников В. В. Оболганные инквизицией. — М.: Духовное возрождение, 1997. — 138 с. — ISBN 5-87727-007-4.
- Солодовников В. В. Введение в философию. — М., 1998.
- Солодовников В. В. Религии и культы. — М., 1999.
- Солодовников В. В. Лекции по христианской культурологии. — М., 2000.
- Солодовников В. В. Ранние соборы. Меровингская Галлия VI—VIII вв.. — М.: Ассоциация «Духовное возрождение», 2004. — 432 с. — (Библиотека Ассоциации «Духовное возрождение»). — ISBN 5-87727-067-2.
- Солодовников В. В. Лютеранство: возможная панацея от опричнины?. — М.: Миссия «Служение лютеранского часа», 2006. — 105 с. — 1000 экз.
- Солодовников В. В. Под сенью Михаила Архангела. — М., 2007. — (Приходы российской Евангелическо-лютеранской церкви Аугсбургского исповедания).
- Солодовников В. В. Первые галльские соборы. IV-V вв.. — М.: Духовная академия Содружества евангельских христиан России, 2008. — 208 с.
- Солодовников В. В. Поздние соборы. Каролингская Галлия. Вторая половина VIII — конец X вв.. — М., 2009. — 341 с.
- Солодовников В. В. Основы христианской культурологии / Рецензент: доцент кафедры «Социальная работа» МГТУ, кандидат философских наук Г. В. Жигунова.. — М.: Моск. Теолог. ин-т Рос. Церкви Христиан. веры Евангельской, 2009. — 270 с. Архивировано 28 августа 2016 года.
- Солодовников В. В. Мученик Иаков Псковский. — М., 2009. — 106 с.
- Солодовников В. В. Святая Мария Рязанская. — М., 2009. — 47 с.
- Солодовников В. В. Честное слово: очерки по истории евангельского движения в городе Михайловка Волгоградской области / Рецензент: доктор философских наук, профессор С. Д. Мезенцев. — Михайловка, 2010. — 64 с. Архивировано 28 августа 2016 года.
- Солодовников В. В. Лютеранская диадема / Рецензент: доктор философских наук, профессор С. Д. Мезенцев. — Псков, 2010. — 198 с.
- Солодовников В. В. История Церкви. — Псков: Духовная академия Содружества евангельских христиан России, 2011. — 232 с. Архивировано 27 августа 2016 года.
- Солодовников В. В. Солнце над Амуром. Очерки по истории Евангельского движения в городе Комсомольске-на-Амуре Хабаровского края / Рецензент: доктор философских наук, профессор С. Д. Мезенцев. — Комсомольск-на-Амуре, 2012. — 127 с. Архивировано 30 марта 2016 года.
- Солодовников В. В. Взаимоотношения ортодоксов и ариан в Тулузском королевстве вестготов (418—507 г.г.) (историческая монография). Псков, 2017. — 137 с.
- Солодовников В. В. Практическая симфония в период правления Людовика VI Толстого (1108—1137 г. г.). Псков. 2017. — 165 с.

### Статьи
на русском языке
- Культурно-историческая роль протестантизма // Материалы Международной научной конференции «Протестантизм в Сибири» (Омск, 1998)
- Протестантизм (в соавт. с М. Ноллом и Т. Томаевой) // Энциклопедия для детей. Т. 6. Ч. 2. Религии мира (М., 1999; 2001; 2004)
- Несостоятельность понятия «традиционная религиозная организация» // Свобода вероисповедания, государственно-конфессиональные отношения и протестантизм в России (М., 2002)
- Солодовников В. В. Российские радикальные псевдо-христианские движения XVII—XX веков и степень воздействия их на деструктивные культы//Материалы Международного круглого стола «Психологическое насилие в обществе: мифы и реальность» Москва, 13-14 марта 2008 г.
- Солодовников В. В. Маргинализационные тенденции в современном российском протестантизме и перспектива их преодоления // Портал-Credo.Ru. — 11.11.2008. (Доклад, прочитанный на конференции «Кризисные явления в современном российском протестантизме и способы их преодоления», состоявшейся в Духовной академии Содружества евангельских христиан России (СЕХР), поселок Чёрная грязь Московской области, 16 октября 2008 года.); на других языках
- Les mouvements Russes radicaux pseudo-chrétiens des siécles XVII—XX et le degré de leur influence sur les cultes destructifs de la Russie moderne // ICSA Conference Handbook, Brussels, Belgium, June 29 — Jule 1, 2007. Bruxelles, 2007.

## Публицистика
книги
- Солодовников В. В. Христианская публицистика. — СПб., 1997.
- Солодовников В. В. Право славить Бога. — СПб.: Библия для всех, 2001. — 206 с.
- Солодовников В. В. То, о чём я думаю на самом деле. — М., 2006.
- Солодовников В. В. Опытным путём. — М., 2009.
- Солодовников В. В. В конце пути придёт расплата…. — Псков, 2011.
- Солодовников В. В. Ближе Бога никого нет. — Псков, 2015.
- Солодовников В. В. Эхо проходящей жизни. — Псков, 2017. — 98 с.
- Солодовников В. В. Звенья одной цепи. — Псков, 2011. — 80 с.

статьи
- Солодовников В. В. Катары: история, учение, церковь // Христианин. — 1994. — № 1—2.
- Солодовников В. В. Неизвестные амальрикане // Перед рассветом. — 1995. — № 3—4.
- Солодовников В. В. Движение катаров на Юге Франции в 1200—1209 гг. // Путь Богопознания: богословско-публицистический журнал. — М.: Московская богословская семинария евангельских христиан-баптистов, 1996. — Вып. 1.
- Солодовников В. В. Религиозная жизнь русских городов XVII века глазами посетивших их иностранцев // Путь Богопознания: богословско-публицистический журнал. — 1997. — Вып. 2. — С. 92—103.
- Солодовников В. В. Соборные решения Галльской церкви в царствование Хлодвига — основателя династии Меровингов // Путь Богопознания: богословско-публицистический журнал. — М.: Московская богословская семинария евангельских христиан-баптистов, 1998. — Вып. 3. — С. 30—39. — ISBN 5-7454-0201-6.
- Солодовников В. В. Благовестие среди приверженцев нехристианских религий // Идите и научите. — 1997—1998. — № 3.
- Солодовников В. В. Процесс Претекстата // Путь Богопознания: богословско-публицистический журнал. — М.: Московская богословская семинария евангельских христиан-баптистов, 2000. — Вып. 6.
- Солодовников В. В. Боярыня Морозова // Сестра. — 2000. — № 2.
- Солодовников В. В. Апофеоз несостоятельности или о том, как незнание рождает злую волю (ч. 1, 2) // Слово Веры. — 2001. — № 1—2.
- Солодовников В. В. „Сделано в Америке“ или самоочевидная истина о том, что русские — не дикари // Слово Веры. — 2002. — № 1.
- Солодовников В. В. Синодальное звучание некоторых соборов Галльской церкви в эпоху христианских Меровингов // Путь Богопознания: богословско-публицистический журнал. — М.: Московская богословская семинария евангельских христиан-баптистов, 2002. — Вып. 8.
- Солодовников В. В. Реальная вера // Слово Веры. — 2002. — № 4.
- Солодовников В. В. Интеллигентность: возвратят ли её себе русские баптисты? // Слово Веры. — 2002. — № 4.
- Солодовников В. В. Каким должен быть молящийся // Слово Веры. — 2003. — № 1.
- Солодовников В. В. Исследуйте Писания и не уподобляйтесь Софару Наамитянину // Слово Веры. — 2003. — № 2.
- «Made in America: Or the Self-Evident Truth That Russians Aren’t Savages» // «East-West Church Ministry Report». № 3. Birmingham, AL, 2003.
- Солодовников В. В. Как преодолеть „комплекс Сальери“? // Слово Веры. — 2003. — № 3.
- Солодовников В. В. Сегодня — я, завтра — ты или „Memento More“ // Слово Веры. — 2004. — № 2.
- Солодовников В. В. Христианство и объединяющаяся Европа // Сокровенное. — 2004. — № 5.
- Солодовников В. В. Ваш выбор: традиция или мода? // Решение. — 2004. — № 6.
- Солодовников В. В. Есть ли духовное пристанище у русской интеллигенции? Только не в баптизме! // Портал-Credo.Ru. — 04.08.2004. Архивировано 13 августа 2016 года. (копия)
- Солодовников В. В. Возвращение Святой Марии // НГ-Религии. — 01.03.2006.
- Солодовников В. В. Суть и уникальность христианской этики» // Вестник Надежды. — 2008. — № 11.
- Сборник докладов научно-практической конференции «Кризисные явления в современном российском протестантизме и способы их преодоления». М.: Изд-во Духовной Академии СЕХР, 2008.
- Завтра будет новый день… (в соавторстве с В. В. Филыком и М. П. Широниной) (Мурманск, 2008)
- Солодовников В. В. Христианская эстетика как фактор культуры // Вестник Надежды. — 2009. — № 12.
- Солодовников В. В. Генезис евангельского движения в России // Вестник Надежды. — 2009. — № 13.
- Лютеранская диадема (2010)
- Безысходный тупик российского баптизма или превращение в хунвейбинов (2010)
- Дабы дурь всякого была видна явно (2010)
- Не по Сеньке шапка! (2010) (копия)
- Жаргон и презрение к культуре — реальная опасность для христианского сообщества в России (2010) (копия)
- Кадры решают всё или признание комиссара полиции прокурору республики (2011)
- Экспансия клерикальности — вызов высокой христианской культуре (2011) (копия)
- Неуклюжие пируэты неумелого танцора (2011)
- А вдоль дороги мёртвые с косами стоят… И тишина (2011) (копия)
- Поздно пить «Боржоми» — почки отвалились или за прекрасным фасадом — одни руины! (2011) (копия)
- Вирус воинствующего невежества поразил российское протестантское сообщество (2011) (копия)
- Власти хочется нестерпимо или Сказ о непомерных амбициях (2011) (копия)
- Юрий Сипко: Интеллигенцию — на нары! (2011)
- И хочется, и колется, и мамка не велит! (2011)
- Мне больно за состояние евангельского движения в России (2011)
- Историко-богословский нигилизм, сетевые хомячки и синдром Сапожкова (2012)
- «Светозарное тандемище», пережитки крепостничества и перспектива (2012) (копия)
- Пролетарский синдром в современном российском баптизме (2012) (копия)
- Чем страдает «младой Вертер»? — Ответ очевиден! (2012) (копия 1, копия 2)
- О тошнотворно-благочестивом сервилизме, неприятии оппозиции, правоте классиков русской литературы и… об ухмылке товарища Сталина (2012) (копия)
- Зараза исторического нигилизма или подростковые прыщи (2013)
- Метания мнимого бога и милость Бога Истинного: был ли «творец Великой Победы» верующим?

## Интервью
- Кротов Я. Г. Власть и вера // C христианской точки зрения. — Радио Свобода, 16.04.2006. Архивировано 13 августа 2016 года.
- Турлак О. П. Владимир Солодовников: “Мне больно за состояние евангельского движения в России” // «Христианский мегаполис». — 08.01.2012. Архивировано 13 августа 2016 года.